# Rio Santo Antônio (Resende Costa)
O rio Santo Antônio, afluente do Rio das Mortes (Minas Gerais), nasce nas proximidade do Povoado do Ribeirão, percorre cerca de 40 km pela zona rural de Resende Costa e deságua no rio das Mortes, ao lado da histórica Fazenda do Pombal, no município de Ritápolis.
Além de banhar a zona rural de Resende Costa, onde estão suas nascentes e a maior parte de seu curso, o rio casamenteiro percorre, também, territórios de Coronel Xavier Chaves e Ritápolis. 
As águas do rio Santo Antônio são pródigas. Além de garantir o cultivo em suas margens férteis, o rio oferece o pescado, contribui para a amenidade do clima, garante a biodiversidade e proporciona lazer em seus remansos e cachoeiras. 